# Montrose (Dakota del Sur)
Montrose es una ciudad ubicada en el condado de McCook en el estado estadounidense de Dakota del Sur. En el Censo de 2010 tenía una población de 472 habitantes y una densidad poblacional de 442,33 personas por km².

## Geografía
Montrose se encuentra ubicada en las coordenadas 43°42′0″N 97°11′4″O / 43.70000, -97.18444. Según la Oficina del Censo de los Estados Unidos, Montrose tiene una superficie total de 1.07 km², de la cual 1.07 km² corresponden a tierra firme y (0%) 0 km² es agua.

## Demografía
Según el censo de 2010, había 472 personas residiendo en Montrose. La densidad de población era de 442,33 hab./km². De los 472 habitantes, Montrose estaba compuesto por el 97.67% blancos, el 0% eran afroamericanos, el 0% eran amerindios, el 0% eran asiáticos, el 0% eran isleños del Pacífico, el 1.06% eran de otras razas y el 1.27% pertenecían a dos o más razas. Del total de la población el 2.33% eran hispanos o latinos de cualquier raza.